# Lorena Navarro
Lorena Navarro Domínguez (Madrid, 11 de noviembre de 2000) es una futbolista española que juega como delantera en la Real Sociedad de Fútbol de la Primera División de España. Es internacional con la selección española Sub-19.

## Trayectoria
Iniciada desde muy joven en la práctica del fútbol merced a su familia y en especial a su hermano Carlos, quienes la introdujeron con tres años a competir en un equipo, donde era la benjamina del grupo. Debido a ello desarrolló aceleradamente grandes cualidades de habilidad, regate, velocidad y gol.
Tras pasar por las filas del Centro Deportivo Vallecas pasó a formar parte en 2014 del Madrid Club de Fútbol Femenino, alternando el primer equipo con el juvenil. En su primera temporada en la Segunda División de España logró junto a sus compañeras el campeonato, lo que les permitió disputar la fase de ascenso a la máxima categoría. Pese a la buena temporada realizada, no lograron pasar del primer cruce de los cuartos de final frente al Oiartzun Kirol Elkartea, club que remontó el 4-2 adverso del partido de ida para eliminarlas por un 6-4 global. A la temporada siguiente finalizaron como subcampeonas pero ante la imposibilidad del Club Atlético de Madrid "B" de ascender, pudieron disputar nuevamente la fase eliminatoria, en donde volvieron a ser eliminadas en la misma fase por la Unión Deportiva Tacuense.
Tras los dos reveses deportivos decidió enrolarse en las filas del Club Deportivo TACON, su máximo rival. Fue la temporada debut el club en la categoría y lograron finalizar como subcampeonas, por detrás de su exequipo. No fue hasta la temporada 2017-18 cuando volvió a tener una nueva oportunidad de llegar a disputar la máxima categoría de España tras finalizar su equipo la temporada regular como campeón. Tras deshacerse en semifinales del Club Esportiu Seagull cayeron en la final frente a las Escuelas de Fútbol de Logroño por un 3-2 global. Tras mostrarse como el club más regular en la nueva temporada se proclamaron nuevamente campeonas de grupo y accedieron a la fase de ascenso. En ella se deshicieron del Zaragoza Club de Fútbol y del Santa Teresa Club Deportivo, dos clubes que venían de disputar la máxima categoría. El 1-0 adverso en el partido de ida frente a las extremeñas fue volteado con dos goles de Jessica Martínez para un 2-1 global que esta vez sí dio el ascenso a las madrileñas, y a Lorena, permitiéndole conseguir un sueño que perseguía desde sus inicios.

“Jugar en la máxima categoría es el sueño de cualquiera. Me da la sensación de que el tiempo pasa muy rápido y que todo lo que estoy viviendo es maravilloso. Ojalá siga en esta proyección y el día de mañana pueda vivir del fútbol”.
Lorena Navarro. 26 de octubre de 2016. Madrid.

En su estreno en la máxima categoría sus buenas actuaciones fueron regulares y finalizó así su primera temporada en la élite española con veinte partidos en los que anotó tres goles y dio dos asistencias, y fue seleccionada entre las finalistas en su puesto del Fútbol Draft que premia a los mejores futbolistas jóvenes de la temporada.
Su progresión y juventud hizo que el 13 de julio de 2020 el Real Madrid Club de Fútbol anunciase su contrato para la temporada 2020-21 por sus destacadas actuaciones durante el pasado curso. El equipo, que se estrenaba en la categoría tras fundarse a inicios de ese mismo mes por la fusión por absorción del Club Deportivo TACON, realizó una fuerte apuesta deportiva en jugadoras nacionales de gran proyección entre las que asentar su futuro. Su debut se produjo el 4 de octubre en la Ciudad Deportiva de Valdebebas frente a las vigentes campeonas del Fútbol Club Barcelona, donde la mayor experiencia y rodaje de las catalanas hizo que el partido finalizase con un 0-4 en contra y tras entrar al campo en sustitución de Kosse Asllani en los minutos finales.
el 13 de junio de 2023 fue anunciada como nueva jugadora de la Real Sociedad de Fútbol.

## Selección
Como campeona de España con la selección madrileña, Lorena debutó con la selección española sub-17 el 25 de junio de 2015 en una victoria por 4-0 ante Alemania, partido correspondiente a la fase final del Europeo de Islandia que acabó ganando España. En dicha final, Lorena anotó el 5-2 definitivo frente a la selección suiza. Tras una nueva fase de clasificación, su equipo logró clasificarse para la siguiente edición de Bielorrusia. En el torneo no lograron reeditar el título que defendían como vigentes campeonas al caer en una fatídica tanda de penaltis en la final contra Alemania. Lorena fue la máxima anotadora del torneo con cinco tantos, tan solo dos por debajo de los ocho anotados por la alemana Kyra Malinowski como mejor marca en la historia de las fases finales del europeo.
Con el objetivo de resarcirse acudieron nuevamente a la cita, en la República Checa, el destino les devolvió un calco respecto a la temporada anterior. Una nueva final contra Alemania y una nueva derrota en la tanda de penaltis. Pese a ello logró un subcampeonato más a su palmarés tras la hazaña lograda en la Copa del Mundo sub-17.
En el otoño de 2016 tuvo lugar la Copa Mundial de Jordania 2016. España debutó el 30 de septiembre frente al equipo anfitrión y Lorena, quien debutaba en una cita mundialista, fue la autora de cinco goles. Pese a su buen desempeño en la fase de grupos su seleccionadora no contó con ella para los decisivos partidos de la fase eliminatoria. Tras superar a Alemania en los cuartos de final, su equipo cayó en las semifinales frente a Japón. En el decisivo partido por el tercer puesto sí jugó, desde el inicio, y fue la gran artífice de la victoria por 0-4 frente a Venezuela al anotar tres goles. Tras cinco partidos recibió la Bota de Oro del torneo tras marcar un total de ocho goles.
Cerró su etapa sub-17 con un total de 25 goles en 24 partidos convirtiéndose en la máxima goleadora histórica del combinado juvenil.
El 25 de octubre de 2017 promocionó a la categoría sub-19, con cuyo equipo disputó tres encuentros de la fase de clasificación del Europeo sub-19 de Suiza 2018. Si bien no llegó a formar parte del plantel definitivo de un torneo que acabó venciendo España, revalidando así el título, tuvo indirecta participación en un nuevo título para su país.
El 21 de octubre de 2021 debutó con la selección sub-23 en la victoria por 1-4 frente a Italia tras sustituir a Inma Gabarro en el minuto 68. Fue también el estreno de la citada categoría española, hasta entonces conocida como Absoluta Promesas, en el marco de una reestructuración de las formativas españolas femeninas, que pasó a contar también con una categoría sub-15. La sub-23 (conocida como «olímpica» en el fútbol masculino) estuvo dirigida por la exinternacional Laura del Río.

## Clubes
| Club                      | País   | Año       |
| ------------------------- | ------ | --------- |
| Centro Deportivo Vallecas | España | 20??-14   |
| Madrid C. F. F.           | España | 2014-16   |
| Club Deportivo TACON      | España | 2016-20   |
| Real Madrid C. F.         | España | 2020-23   |
| Real Sociedad             | España | 2023-Act. |

## Palmarés

### Clubes
- 3 Segunda División de España: 2014–15, 2017–18, 2018–19.
  - 2 subcampeonatos: 2015–16, 2016–17.

### Selección
- 1 Europeo Sub-17: 2014–15.[16]
  - 2 subcampeonatos: 2015–16, 2016–17.[17][21]
  - 1 Bota de Oro: 2015–16.
- 1 Medalla de Bronce: Mundial Sub-17, 2016.[32]
  - 1 Bota de Oro: 2016.